# 嚴志媛
嚴志媛（韓語：엄지원，1977年12月25日—），韓國女演員，常見譯名為嚴智苑。

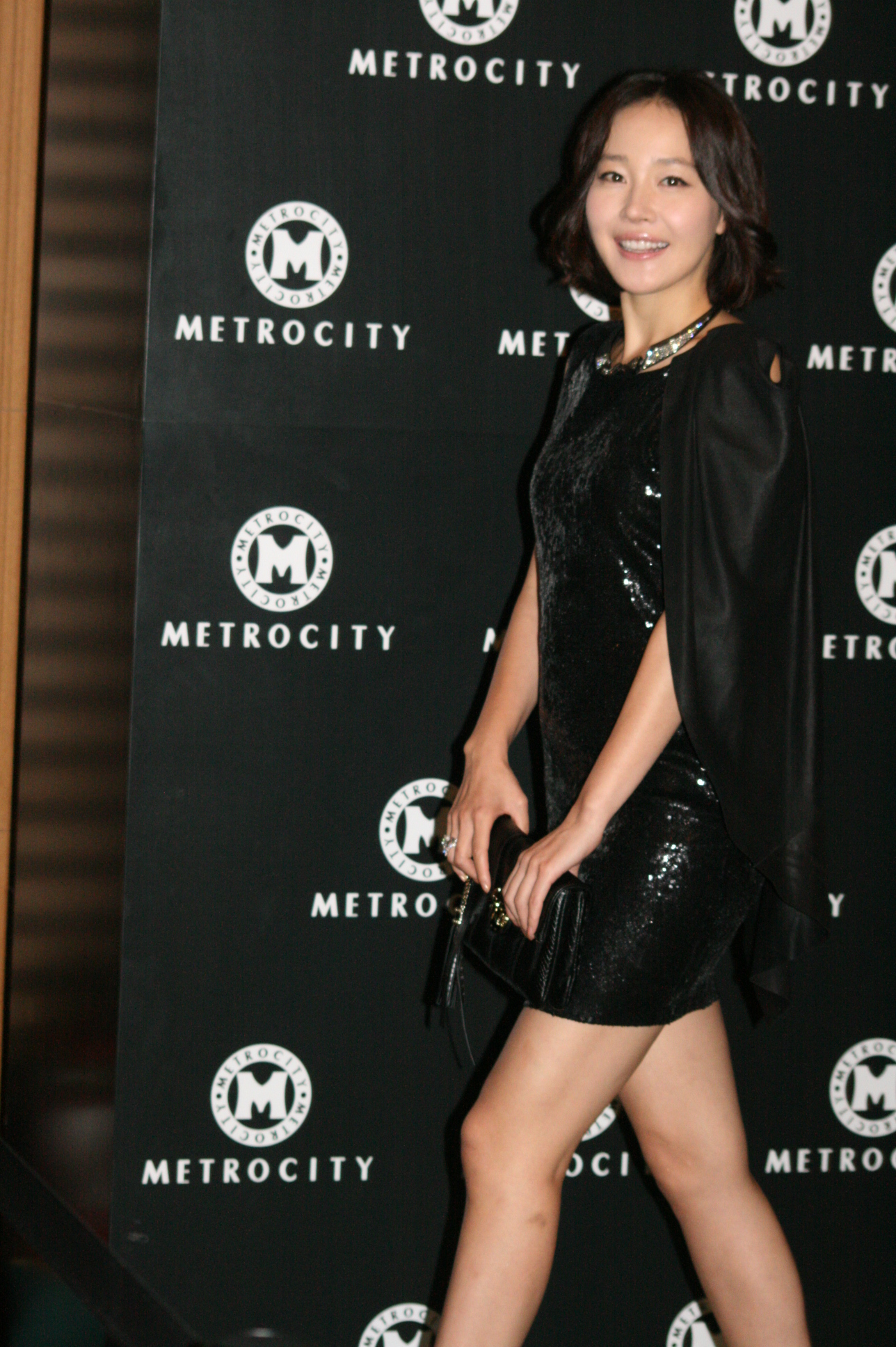
2010年的嚴志媛

## 個人生活
2014年5月27日，嚴志媛嫁給大1歲的建築界才子吳英旭，在首爾新羅飯店完婚。但因與丈夫長期分隔異地，感情轉淡，兩人於2021年4月6日宣佈離婚。

## 影視作品

### 電視劇／劇集
- 2002年：MBC《黄金马车》
- 2004年：SBS《走向暴風》飾演 吳正喜
- 2004年：SBS《魔术》飾演 河苑真
- 2008年：SBS《On Air》飾演 嚴智苑（客串第5集）
- 2010年：MBC《仍想结婚的女人》飾演 鄭多情
- 2011年：SBS《Sign》飾演 鄭羽晉
- 2012年：MBN《愛情能用錢買嗎》飾演 尹多蘭
- 2012年：JTBC《無子無懮》飾演 安素瑛
- 2013年：SBS《結婚三次的女人》飾演 吳賢秀
- 2017年：SBS《操作》飾演 權素拉
- 2019年：MBC《春天來了，春天》飾演 李春
- 2020年：tvN《謗法》飾演 任真熙
- 2020年：tvN《產後調理院》飾演 吳嫻貞
- 2022年：tvN《小女子》飾演 元尚雅
- 2023年：tvN《O'PENing（2023年）—夏季感冒》飾演 車仁珠
- 2023年：TVING《残酷的实习生》飾演 崔智媛
- 2024年：Netflix《一箱情緣》飾演 李善（特別出演）
- 2025年：Netflix《苦盡柑來遇見你》飾演 羅民玉
- 2025年：KBS 2TV《拜託老鷹5兄弟！》飾演 馬光淑
- 2025年：Netflix《吞金》飾演 珉緣懿

### 電影
- 2000年：《死亡录播（朝鲜语：찍히면 죽는다）》
- 2002年：《跨越彩虹（朝鲜语：오버 더 레인보우 (영화)）》
- 2003年：《杂种狗（英语：Mutt Boy）》
- 2004年：《红字（朝鲜语：주홍글씨 (2004년 영화)）》
- 2005年：《剧场前（朝鲜语：극장전）》
- 2005年：《野兽（朝鲜语：야수 (영화)）》
- 2006年：《秋天路（朝鲜语：가을로）》
- 2007年：《奇谈（朝鲜语：기담）》（特别出演）
- 2007年：《童軍（朝鲜语：스카우트 (2007년 영화)）》
- 2008年：《神偷·獵人·斷指客》（特别出演）
- 2009年：《影子杀人》
- 2009年：《懂得又如何》
- 2009年：《招待》（短片）
- 2009年：《天国的香气》
- 2010年：《求愛搞搞鎮（朝鲜语：페스티발 (영화)）》
- 2010年：《不良男女（朝鲜语：불량남녀）》
- 2012年：
- 2013年：飾演 美熙
- 2015年：《贖命鈴聲》飾演 趙妍秀
- 2016年：《迷失：消失的女人》
- 2016年：《偷天對決》
- 2018年：《奇妙的家族（朝鲜语：기묘한 가족）》飾演 南珠
- 2021年：《謗法：在此矣》飾演 林珍熙

### 音樂劇
- 2009年：《我們愉快的青春歲月》[10]

### MV
- 2007年：KCM《再見》

## 主持
- 2008年—2010年：SBS《深夜TV演藝》

## 獲獎紀錄
- 2007年：第15届春史電影賞—女配角獎《秋天路（朝鲜语：가을로）》
- 2008年：第5届MAX MOVIE最佳電影賞（朝鲜语：맥스무비 최고의 영화상）—最佳女配角赏《童軍（朝鲜语：스카우트 (2007년 영화)）》
- 2010年：第18届大韩民国文化演艺大赏—电影演员部门 优秀獎《不良男女（朝鲜语：불량남녀）》
- 2011年：第3屆亞洲珠寶獎—藍寶石獎
- 2013年：第33屆韓國電影評論家協會獎—最佳女主角
- 2013年：韓國電影演員協會明星之夜—明星獎
- 2016年：第36屆黃金攝影獎—最佳女主角《贖命鈴聲》
- 2016年：第21屆春史電影獎—最佳女配角《京城學校：消失的少女們》
- 2017年：第18屆年度女性电影人奖—最佳表演獎《迷失：消失的女人》
- 2018年：Marie Claire電影獎—嘉人獎《迷失：消失的女人》
- 2022年：第30屆韓國文化演藝大獎—電視劇部門 女子最優秀演技獎《小女子》
- 2023年：第9屆APAN Star Awards—中篇連續劇 女子優秀演技獎《小女子》

## 外部連結
- 嚴志媛的Instagram帳戶
- 嚴志媛在NAVER上的资料
- 嚴志媛在Daum上的资料
- 嚴志媛在HanCinema的頁面（英文）